# Dalmine
Dalmine [ˈdalmine] (Dàlmen [ˈdalmɛn] in dialetto bergamasco) è un comune italiano di 23 731 abitanti della provincia di Bergamo in Lombardia.

## Geografia fisica

### Territorio
Il comune di Dalmine si colloca a circa 8 chilometri a sud-ovest di Bergamo, sulla sponda orientale del fiume Brembo.
Dalmine è il risultato dell'unione urbanistica di sette centri diversi: Dalmine, Brembo, Guzzanica, Mariano, Sabbio, Sforzatica Sant'Andrea e Sforzatica Santa Maria d'Oleno. Il comune è stato istituito nel 1927 unendo i comuni preesistenti di Sabbio Bergamasco, Mariano al Brembo e Sforzatica, oltre alla borgata di Dalmine, che non era sede comunale.
Si estende su 11,62 km² distribuiti su territorio pianeggiante; le sue frazioni occupano rispettivamente: Brembo 2,0 km², Dalmine Centro 2,6 km² di cui 1,3 km² di occupato da Tenaris, Guzzanica 0,67 km², Sabbio 1,67 km² di cui 0,37 km² occupati da ATB Tenaris, Sforzatica S.Andrea 1,15 km², Sforzatica S.Maria 1,3 km² e Mariano 2,3 km².
Confina a nord con Treviolo, a est con Lallio e Stezzano, a sud con Levate e Osio Sopra, a ovest con il fiume Brembo Filago e Bonate Sotto.
Importante è il reticolo idrografico che compone il territorio comunale: su tutti spicca il fiume Brembo che delimita il confine amministrativo ad ovest. Numerosi sono inoltre i canali artificiali, utilizzati già in epoca medievale per l'irrigazione delle campagne, tra i quali i rami terminali della Roggia Serio, della roggia Morlana e della roggia Colleonesca, che attingono al corso del fiume Serio in val Seriana.

## Storia
Le prime notizie di insediamenti nel territorio di Dalmine risalgono al periodo romano. In particolare, il ritrovamento nel quartiere di Sforzatica d'Oleno dei resti di una costruzione sacra, di un'ara sepolcrale e di epigrafi, fa supporre la presenza di un borgo romano di una certa importanza. 
Oggi Dalmine è il quarto comune della provincia per numero di abitanti, dopo Bergamo, Treviglio e Seriate.

### Simboli
Lo stemma e il gonfalone sono stati concessi con decreto del presidente della Repubblica del 26 gennaio 1954.
Lo stemma della città di Dalmine riunisce i vecchi simboli dei tre nuclei originari: Mariano al Membro, Sabbio Bergamasco e Sforzatica. Il giglio d'argento su sfondo azzurro, simbolo della Vergine Maria, allude alla frazione di Mariano al Brembo. Il camoscio è simbolo della famiglia Camozzi; il terreno erboso è riferimento ai campi fertili del territorio di Sabbio Bergamasco. Il castello rappresenta la torre di Sforzatica, costruita a scopo difensivo.
Il gonfalone è un drappo partito di giallo e di verde.

## Monumenti e luoghi d'interesse
Numerosi sono i luoghi d'interesse presenti sul territorio comunale. Delle strutture difensive medievali vale la pena menzionare presso la biblioteca vivica la Torre Suardi, erroneamente chiamata "Camozzi", dal nome della famiglia che ne fu proprietaria tra il 1787 e il 1936; la torre di Sforzatica e la torre di Guzzanica. Il toponimo di piazza Castello e la forma della piazza omonima a Mariano ci ricordano l'esistenza appunto di un castello che, secondo lo Jarnut (1980), fu costruito in forma associata e quindi di proprietà comune. Come pure nel quartiere Sabbio (comune a sé fino al 1927), è documentata nel 1104 la presenza di un castro de Sabige che peraltro troviamo citato nella pergamena capitolare n° 372 conservata nella biblioteca Angelo May a Bergamo, dove nell'elenco delle proprietà terriere dei monaci di Astino così è scritto:prima petia terra est in castro de Sabio… (1251); comunque non è il solo documento che ne cita l'esistenza.

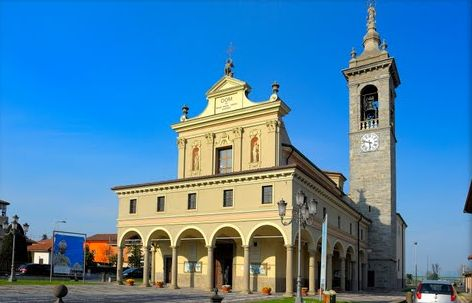
La parrocchiale di Santa Maria d'Oleno a Sforzatica

### Architetture religiose
In ambito religioso molti sono invece gli edifici sacri degni di nota: nel centro la chiesa parrocchiale di San Giuseppe, consacrata nel 1931. Custodisce opere pittoriche risalenti al XVI secolo, tra cui spicca una tela del Cristo Redentore.
Inoltre sono presenti anche:
- La chiesetta di San Giorgio. Erroneamente viene ritenuta la cappelletta di un convento dei Canonici Lateranensi che invece avevano il convento in Santo Spirito in Bergamo. I Canonici ne entrarono in possesso nel 1498, quando riscattarono i possedimenti di Dalmine dalla famiglia da Thiene di Vicenza.
- La chiesa parrocchiale di Sant'Andrea in Sforzatica, consacrata il 4 aprile 1754, venne edificata in stile rococò e conserva opere dello scultore Antonio Maria Pirovano.
- La chiesa parrocchiale Santa Maria d'Oleno di Sforzatica[13], che può essere considerata l'edificio più antico e di maggior rilevanza artistica presente sul territorio comunale. Venne edificata in tempi remoti, tanto da essere citata già in documenti risalenti al 909, in luogo di un precedente edificio di culto pagano riconducibile all'epoca dell'insediamento romano in Val Padana, del quale si possono ancora intravedere alcune tracce; venne ufficialmente consacrata nel 1595 dal vescovo Giovanni Battista Milani.
- La chiesa antica di Sabbio dedicata a san Michele arcangelo (1754), in cui è presente una bella pala di Gian Paolo Cavagna (Madonna in trono con Bambino tra san Michele e sant'Alessandro 1590); un organo della famiglia Bossi (rifatto nel 1881), stucchi attribuiti ai Camuzio di Lugano (1751) e sulla torre campanaria in cotto un leone di san Marco in pietra (1770) opera dello scultore sforzatichese Anton Maria Pirovano.
- La chiesa parrocchiale del Cuore Immacolato di Maria a Brembo.

### Architetture militari

#### I rifugi antiaerei
Già nel 1939 il territorio di Dalmine venne suddiviso in “settori di esodo”, in ognuno dei quali vennero costruite trincee di ricovero. Nel 1943, su un'area di 6097 km² c'erano ben 159 ricoveri antiaerei, con una cubatura di 14385 m³ ed una capienza massima di 12 000 persone.
In gran parte questi erano dislocati all'interno dello stabilimento o nelle immediate vicinanze nei quartieri “Garbagni” (detto “Baggina”) e Leonardo da Vinci (detto Ville). Si trattava di rinforzi con travi posti all'interno di ogni caseggiato.
Nel frattempo la Dalmine SpA diede avvio alla progettazione ed alla realizzazione di rifugi antiaerei, scavati nei due quartieri anzidetti.
Esternamente i due rifugi mantengono ancora oggi il loro aspetto originale anche se soltanto quello del quartiere “Leonardo da Vinci” conserva ancora i caratteristici camini di aerazione. I due rifugi risultano essere strutturalmente uguali.
Sono costituiti da due pozzi che contengono ciascuno una scala a chiocciola attraverso la quale si giunge ad una profondità di 20 metri. A questo punto i due pozzi sono collegati tra loro da una galleria lunga circa 40 metri, che costituisce il vero e proprio rifugio antiaereo. Alle due estremità sono ricavate delle stanze che costituivano la sala comunicazioni e l'infermeria. In altre stanze erano collocati i servizi igienici e i locali dove erano sistemati i macchinari per il ricircolo dell'aria. Tra le caratteristiche di questo impianto c'erano le cosiddette “biciclette”, cioè degli elettroventilatori a quattro pedaliere che dovevano produrre un ricircolo forzato dell'aria.
Il pavimento è costituito da piastre in cemento di 1x0,45 m, posate in modo da creare un'intercapedine di circa 20 cm tra il pavimento e il terreno. Grazie a questa caratteristica costruttiva, all'interno della struttura il livello di umidità risulta relativamente basso e non vi è traccia di infiltrazioni d'acqua.
Nel rifugio del quartiere “Leonardo da Vinci” si possono osservare alcuni tratti dell'impianto elettrico originale e i resti di due cartelli che imponevano il divieto di fumare. A metà galleria si può ammirare una stalattite filiforme, unico esempio di concrezione rilevata in queste strutture.
Il rifugio antiaereo del quartiere Garbagni fu riaperto al pubblico in occasione del 50º anniversario del bombardamento nel 1994.

### Altro

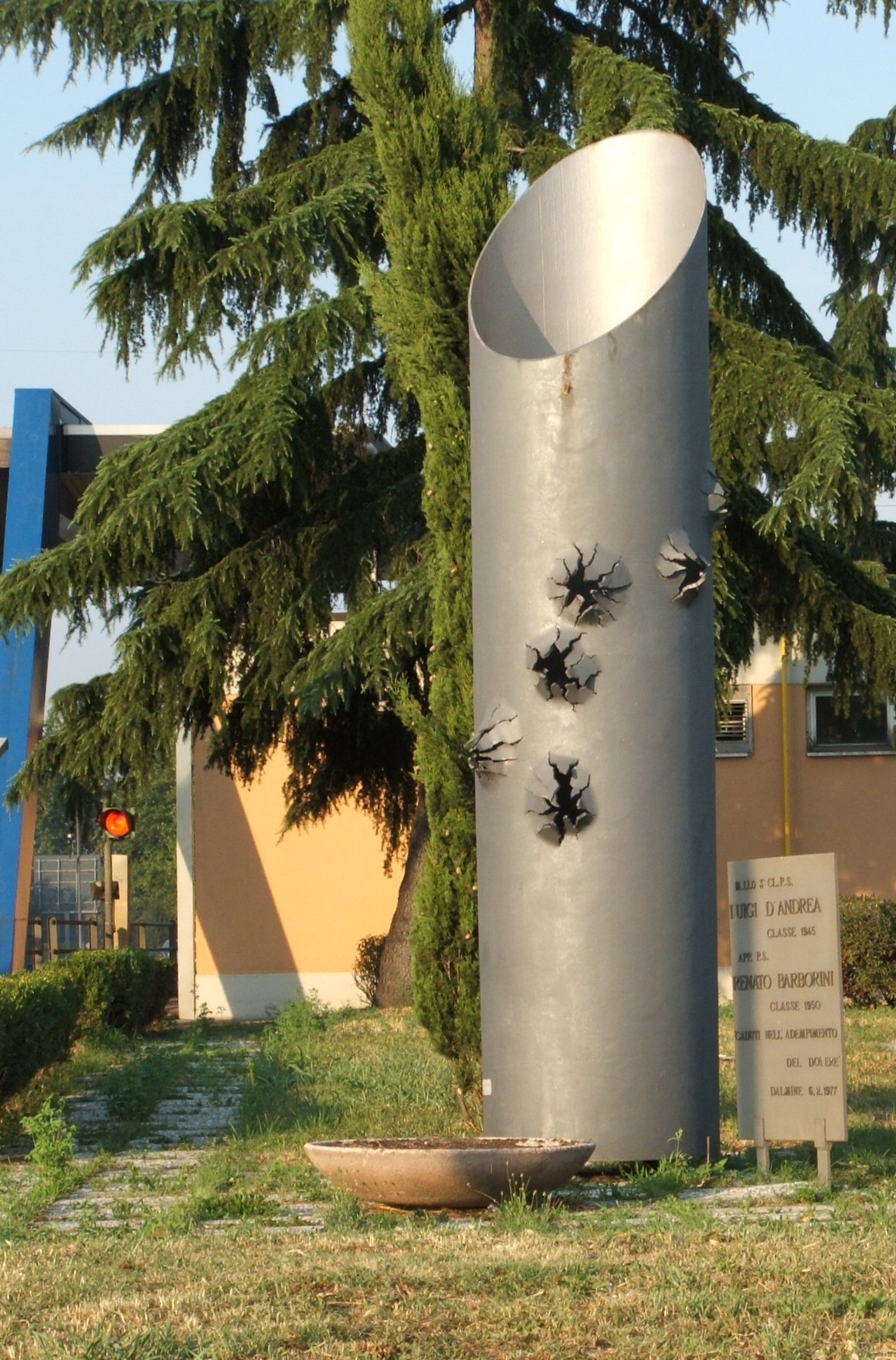
Il monumento agli agenti di polizia uccisi

Presso il casello d'ingresso al tratto autostradale Milano-Venezia, è stato posto un particolare monumento a memoria dell'omicidio di due agenti di polizia, Luigi D'Andrea e Renato Barborini, da parte del bandito Renato Vallanzasca. Il monumento ha la forma di un grosso tubo, che richiama la principale produzione industriale di Dalmine, con alcuni fori di arma da fuoco a rappresentare il fatto delittuoso che commemora.

## Società

### Evoluzione demografica
Abitanti censiti

### Etnie e minoranze straniere
Al 31 dicembre 2023 la popolazione straniera era di 2 339 persone, pari al 9,54% della popolazione..
Di seguito sono riportati i gruppi più consistenti:
- Romania 398
- Albania 261
- Marocco221
- Senegal 185
- Cina 118
- Bolivia 98
- India 97
- Pakistan 96
- Ucraina 96
- Costa d'Avorio 71

### Istituzioni e associazioni

#### Archivio
L'Archivio della fondazione Dalmine (estremi cronologici: (1906 - 2006)), conservato a Bergamo, è costituito da cinque sezioni: Documenti (estremi cronologici: (1906 - 2005)), Fotografie (estremi cronologici:([sec. XX] - 2006)), Disegni architettonici (estremi cronologici: ([inizio sec. XX] - [fine sec. XX])), Audiovisivi (estremi cronologici:([secondo quarto sec. XX] - 2000)), e Biblioteca storica aziendale (estremi cronologici: ([sec. XX] - [ultimo quarto sec. XX])), un patrimonio documentale prodotto o ricevuto dall'azienda e dalle sue controllate e collegate a partire dal 1906, anno di costituzione.

## Cultura

### Ricerca
A Dalmine ha anche sede il polo per l'innovazione tecnologica della provincia di Bergamo, nel quale sono attive numerose aziende dell'Information Technology.

### Università

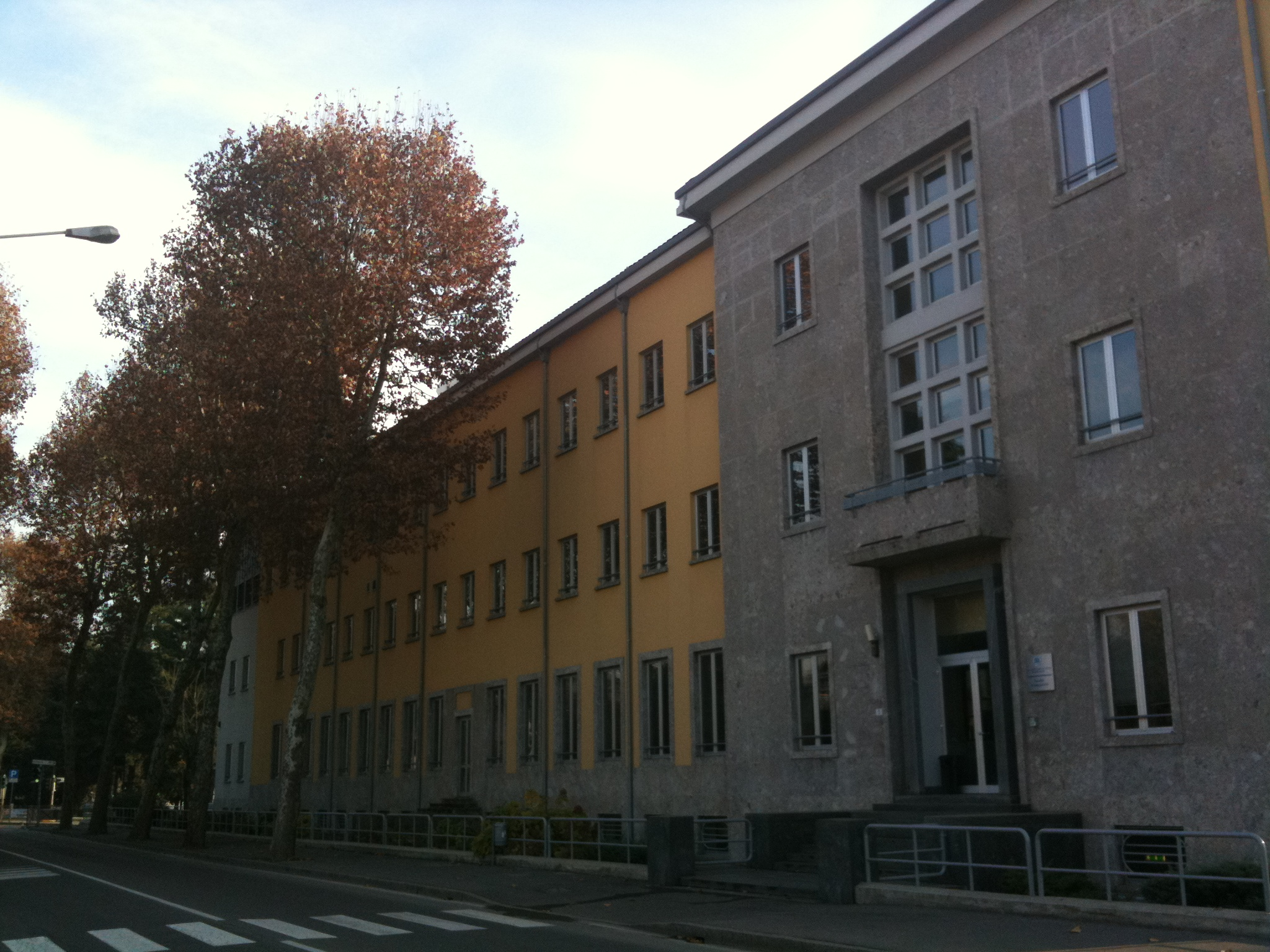
L'ingresso della Scuola di Ingegneria, in viale Marconi

A Dalmine ha sede la Scuola di Ingegneria dell'Università degli Studi di Bergamo con i dipartimenti di Ingegneria Gestionale, dell'Informazione e della Produzione, e quello di Ingegneria e Scienze Applicate, con corsi di studio attivi in Ingegneria Meccanica, Edile, Informatica, Gestionale e delle Tecnologie per la salute.
Oltre ai dipartimenti, a Dalmine è presente la sede del CUS Bergamo (Centro sportivo universitario) e alcune residenze universitarie.

### Musei
A Brembo di Dalmine è presente il Museo Permanente del Presepio, inaugurato nel 1974 e dedicato all'arte presepiale italiana ed estera.

## Geografia antropica

### Urbanistica

#### La città dell'azienda e del fascismo

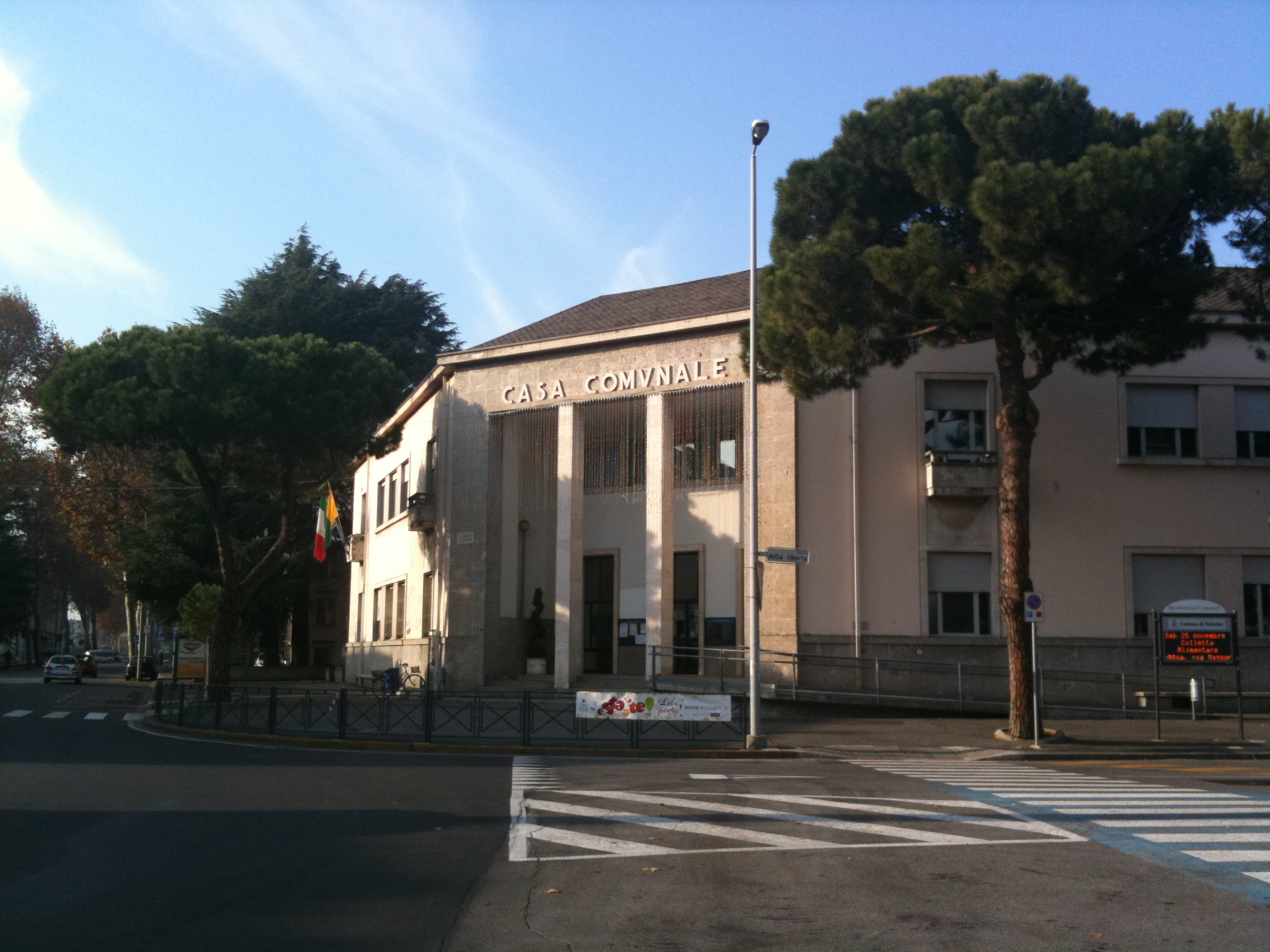
La Casa Comunale, in piazza della Libertà, progetto dell'Arch. Ing. Giulio Paleni (1939)

Un primo sguardo al centro comunale consente di apprezzare le "nuove" costruzioni e di cogliere nell'aspetto urbanistico della città le gerarchie del potere presenti negli anni trenta del Novecento.
Due le strade realizzate in quel periodo che immettevano a Dalmine: l'asse principale, il cardo maximus nord-sud (viale Benedetti, oggi Betelli), incrociava quello secondario est-ovest (viale Locatelli / Marconi), il decumanus, dando origine alla Piazza Impero (oggi Piazza Libertà), l'antico Forum, con al centro il monumento al tubo alto 63 metri, comunemente chiamato "antenna".
Su un lato della piazza era posto il Municipio a cui si contrapponeva la Casa del Fascio con la Torre littoria. “Nel 1938 le torri littorie non erano più le torri campanarie del Comune. Non stava più lì il simbolo comunitario del potere e dello Stato. Quella era l'ideologia urbanistica del '32, che si rifaceva all'Italia dei comuni”.

Nel '38 invece l'ideologia urbanistica s'è radicalizzata: "il fascismo è lo Stato, il potere vero è là". Per cui la torre littoria, simbolo del potere politico, fu posta a completare la casa del fascio. 

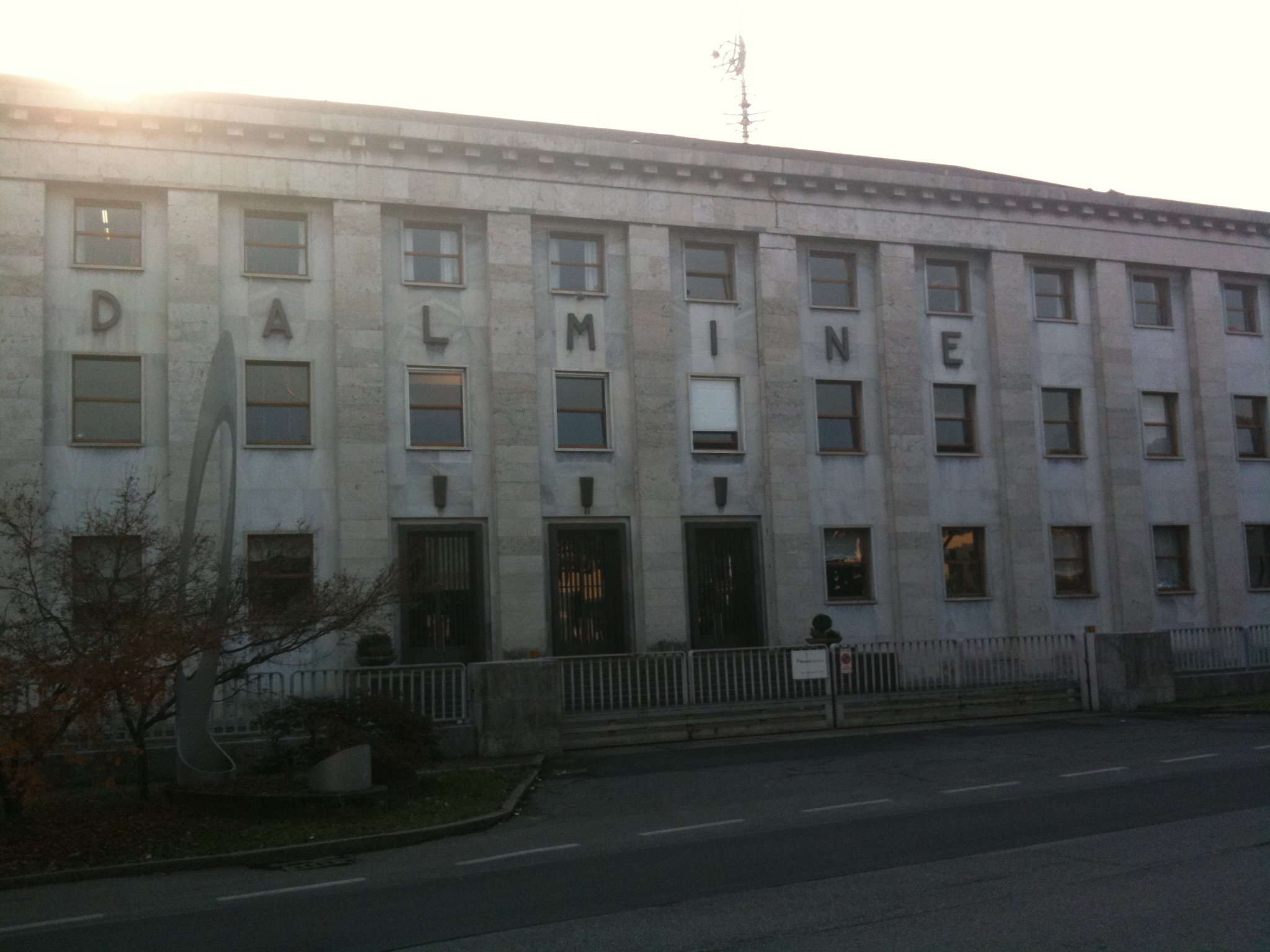
Palazzo della Direzione aziendale, Arch. Giovanni Greppi, 1936

Ma per Dalmine la Piazza Impero non era il vero centro del potere, perché mentre a nord si apriva verso l'aperta campagna, a sud il cardo era sbarrato dal Palazzo della direzione dello stabilimento. Tra questi due estremi erano poste le abitazioni, i negozi, la chiesa e la scuola. L'effetto che l'architetto Giovanni Greppi aveva ottenuto era quello di “monumentalizzare una via chiudendone la prospettiva sulla facciata di un edificio rappresentativo”, quello della vera sede del potere: la sede della direzione dello stabilimento. La chiesa di S. Giuseppe era significativamente orientata verso l'azienda, invece che sul tradizionale asse est-ovest, ed era priva del campanile.

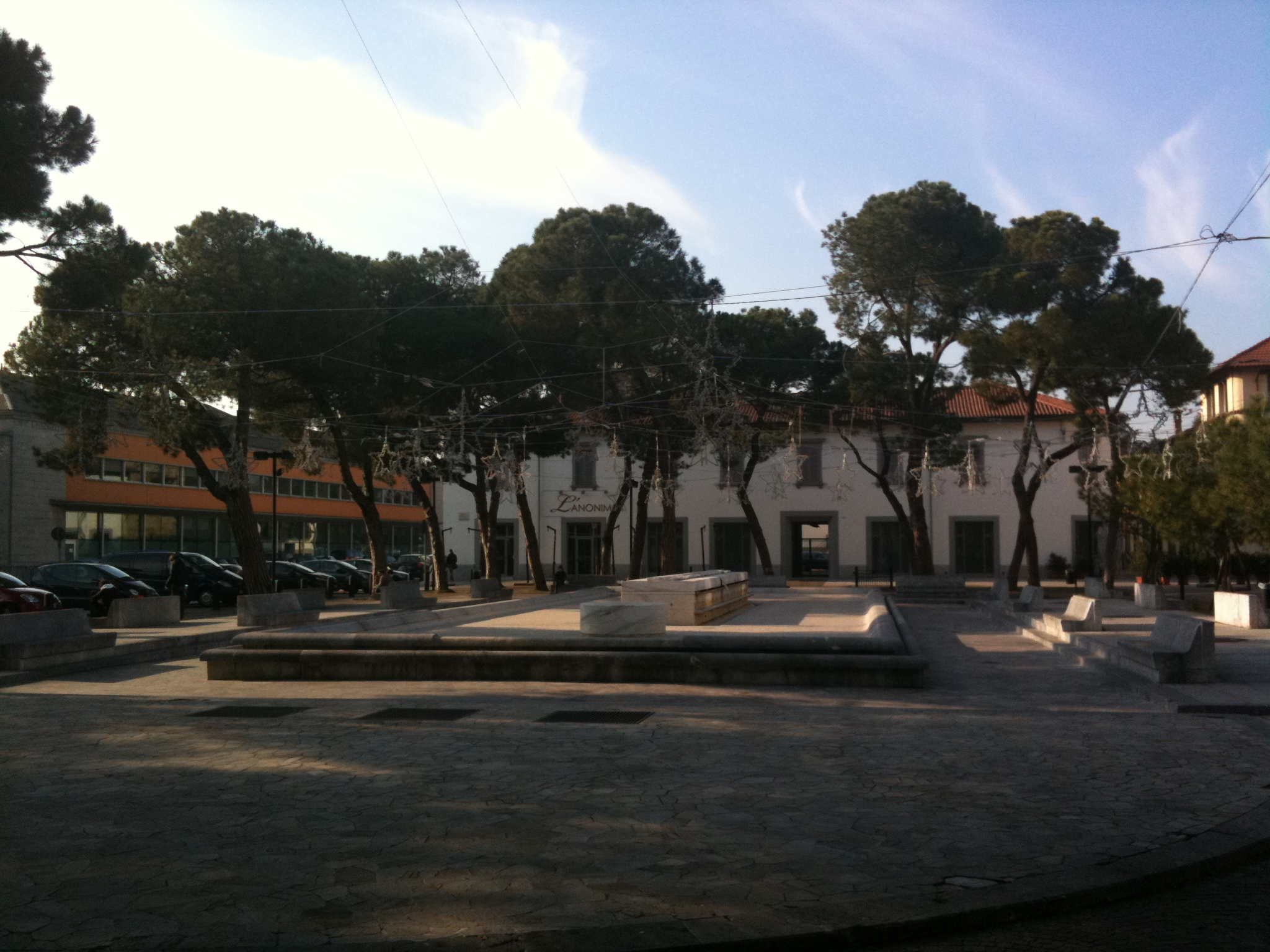
Piazza Caduti 6 luglio 1944, già piazza 20 marzo 1919

Davanti allo stabilimento, a ricordo della venuta di Mussolini a Dalmine, si apriva la Piazza 20 marzo 1919, ancora oggi esistente ma chiamata Piazza Caduti del 6 luglio 1944 (bombardamento di Dalmine), circondata dagli italici pini marittimi. La fontana era sovrastata da un grande pannello in marmo (abbattuto nel 1945) con riprodotto il discorso del Duce che enunciava l'accordo tra capitale e lavoro, alla base della politica corporativa fascista. Dalmine era così diventata il grande palcoscenico delle manifestazioni fasciste.
Spazzando via il vecchio centro e la villa Camozzi (1840 circa), che ad inizio Novecento ospitava un museo di cimeli del risorgimento appartenuti a Gabriele Camozzi, l'azienda aveva risparmiato due strutture medievali: la torre Suardi e la chiesetta di S. Giorgio. Quasi a significare che questo territorio, grazie al suo contributo, era passato direttamente dal Medioevo all'età moderna.

### Bosco urbano multifunzionale
Dalmine è stato uno dei primi comuni in Lombardia ad utilizzare il bando della Regione Lombardia "10.000 ettari di nuovi boschi e sistemi verdi multifunzionali" creando in una zona a vocazione agricola un bosco tipicamente planiziario con l'impianto di specie autoctone. Questa superficie verde è diventata un "Bosco urbano", intitolato a Elena Tironi, a disposizione della cittadinanza. Altre aree verdi a Dalmine sono localizzate lungo il fiume Brembo oppure, in dimensioni minori, in parchi urbani o aree verdi (tra le più grandi Brembolandia, Maresciallo Salvo D'Acquisto, Carolina Pesenti, Campo Calippato, Camozzi, Via Italia).

### Quartieri
Dalmine si divide in sette quartieri che ne costituiscono il comune:
- Brembo;
- Centro;
- Guzzanica;
- Mariano al Brembo;
- Sabbio Bergamasco;
- Sforzatica;
- Oleno o Santa Maria d'Oleno.

## Infrastrutture e trasporti

### Ferrovie
La stazione ferroviaria di Verdello-Dalmine, posta lungo la ferrovia Milano-Bergamo è situata tra nel territorio comunale compreso tra Verdello e Verdellino, dista 5km dal quartiere di Mariano, il più vicino alla stazione. La stazione è servita da treni regionali svolti da Trenord nell'ambito del contratto di servizio stipulato con la Regione Lombardia. La città di Dalmine è raggiunta da alcuni raccordi che si diramano da suddetta stazione, riservati ai i treni merci al servizio degli stabilimenti della zona.
Fra il 1890 e il 1953 la località era servita dalla tranvia Monza-Trezzo-Bergamo, che proprio a Dalmine aveva una diramazione, attiva fino al 1947 lungo via Locatelli, a servizio delle maestranze operaie del vicino stabilimento siderurgico.

### Mobilità urbana
Dalmine è servita dalla linea 5 di ATB, che la collega a Bergamo, Lallio, Treviolo e Osio Sopra, e dalla linea V Tbso, che la collega a Trezzo e Vaprio d'Adda, oltre che a Bergamo. La linea autostradale Bergamo-Milano ha fermata in città, vicino al quartiere Sabbio. A queste linee si aggiungono corse scolastiche per paesi vicini e servono le scuole superiori presenti in città,  altrimenti non servite direttamente dalle linee ordinarie.
Sono in corso i lavori per la linea e-Brt, che collegherà Dalmine a Bergamo e alla stazione di Verdello-Dalmine, con corsia dedicata lungo il provinciale 525 tramite autobus elettrici ad alta frequenza e velocità. Il termine dei lavori è previsto nel 2026.

## Amministrazione
| Periodo           | Periodo          | Primo cittadino      | Partito                 | Carica                  | Note   |
| ----------------- | ---------------- | -------------------- | ----------------------- | ----------------------- | ------ |
| 1927              | 1939             | Ciro Prearo          |                         | Podestà                 |        |
| 5 agosto 1939     |                  | Piero Bozzi          |                         | Commissario Prefettizio |        |
| 21 ottobre 1939   |                  | Alfredo Lodetti      |                         | Commissario Prefettizio |        |
| 25 maggio 1940    |                  | Umberto Cruciani     |                         | Commissario Prefettizio |        |
| 13 settembre 1941 |                  | Antonio Biondi       |                         | Commissario Prefettizio |        |
| 28 agosto 1943    | 2 ottobre 1943   | Antonio Piccardi     |                         | Commissario Prefettizio |        |
| 16 ottobre 1943   |                  | Umberto Cruciani     |                         | Commissario Prefettizio |        |
| 6 novembre 1943   | 5 febbraio 1944  | Ulisse Ginocchio     |                         | Commissario Prefettizio |        |
| 19 febbraio 1944  | 6 maggio 1944    | Giovanni Facchinetti |                         | Commissario Prefettizio |        |
| 6 maggio 1944     | 13 maggio 1944   | Giovanni Postiglione |                         | Commissario Prefettizio |        |
| 13 maggio 1944    | 27 maggio 1944   | Facchinetti Giovanni |                         | Commissario Prefettizio |        |
| 3 giugno 1944     | 31 dicembre 1944 | Gilberto Botti       |                         | Commissario Prefettizio |        |
| 1945              | 1945             | Antonio Piccardi     |                         | Sindaco                 |        |
| 1946              | 1951             | Remo Sandrinelli     |                         | Sindaco                 |        |
| 1951              | 1956             | Remo Sandrinelli     |                         | Sindaco                 |        |
| 1956              | 1959             | Giulio Terzi         |                         | Sindaco                 |        |
| 1959              | 1960             | Giulio Terzi         |                         | Sindaco                 |        |
| 1960              | 1961             | Giulio Castelli      |                         | Sindaco                 |        |
| 1961              | 1962             | Ilario Poma          |                         | Sindaco                 |        |
| 1962              | 1964             | Silvestro Balini     |                         | Sindaco                 |        |
| 1964              | 1970             | Enzo Zambetti        |                         | Sindaco                 |        |
| 1970              | 1975             | Flavio Pedrinelli    |                         | Sindaco                 |        |
| 1975              | 1978             | Pietro Frigeni       |                         | Sindaco                 |        |
| 1978              | 1980             | Pierluigi Ravasio    |                         | Sindaco                 |        |
| 1980              | 1985             | Pierluigi Ravasio    |                         | Sindaco                 |        |
| 1985              | 1989             | Ennio Bucci          |                         | Sindaco                 |        |
| 1989              | 1990             | Ferrari Gian Paolo   |                         | Sindaco                 |        |
| 1990              | 1995             | Ennio Bucci          |                         | Sindaco                 |        |
| 23 aprile 1995    | 14 giugno 1999   | Antonio Bramani      | Lega Nord               | Sindaco                 |        |
| 14 giugno 1999    | 8 giugno 2009    | Francesca Bruschi    | Democratici di Sinistra | Sindaco                 |        |
| 8 giugno 2009     | 19 marzo 2013    | Claudia Maria Terzi  | Lega Nord               | Sindaco                 | [ 30 ] |
| 19 marzo 2013     | 9 giugno 2014    | Alessandro Cividini  | Lega Nord               | Vicesindaco             |        |
| 9 giugno 2014     | 9 giugno 2019    | Lorella Alessio      | Partito Democratico     | Sindaco                 |        |
| 9 giugno 2019     | in carica        | Francesco Bramani    | Lega Nord               | Sindaco                 |        |

## Sport
Ciclismo
La 16ª tappa del Giro d'Italia 1997 concluse a Dalmine.

## Video
- GANDIN Michele, Villaggio modello, Incom, 1941.
- GANDIN Michele, Andando verso il popolo, Incom, 1941.
- COMUNE DI DALMINE, Dalmine, Operazione 614, Multimagine, Bergamo, 1994. Regia: Luigi Corsetti. Sceneggiatura: Luigi Corsetti, Mattia Rossi, Vasco Speroni. Ricerca storica: Claudio L. Pesenti.
- PARROCCHIA CUORE IMMACOLATO DI MARIA AL BREMBO, Brembo: Una parrocchia un quartiere, Multimagine, Bergamo, 1995. Regia: Luigi Corsetti. Sceneggiatura: Luigi Corsetti, Claudio L. Pesenti.
- PARROCCHIA S. MARIA D'OLENO, S. Maria d'Oleno, Alle radici della storia di Dalmine, Multimagine, Bergamo, 1995. Regia: Luigi Corsetti. Sceneggiatura: Luigi Corsetti, Claudio L. Pesenti.
- I RIFUGI ANTIAEREI DEI QUARTIERI LEONARDO DA VINCI E MARIO GARBAGNI DI DALMINE, AJP Studio, Dalmine, 2007. Regia: Alberto Nacci. Testi: Andrea Thum. Sceneggiatura: Alberto Nacci.